# Shimizu Shikin

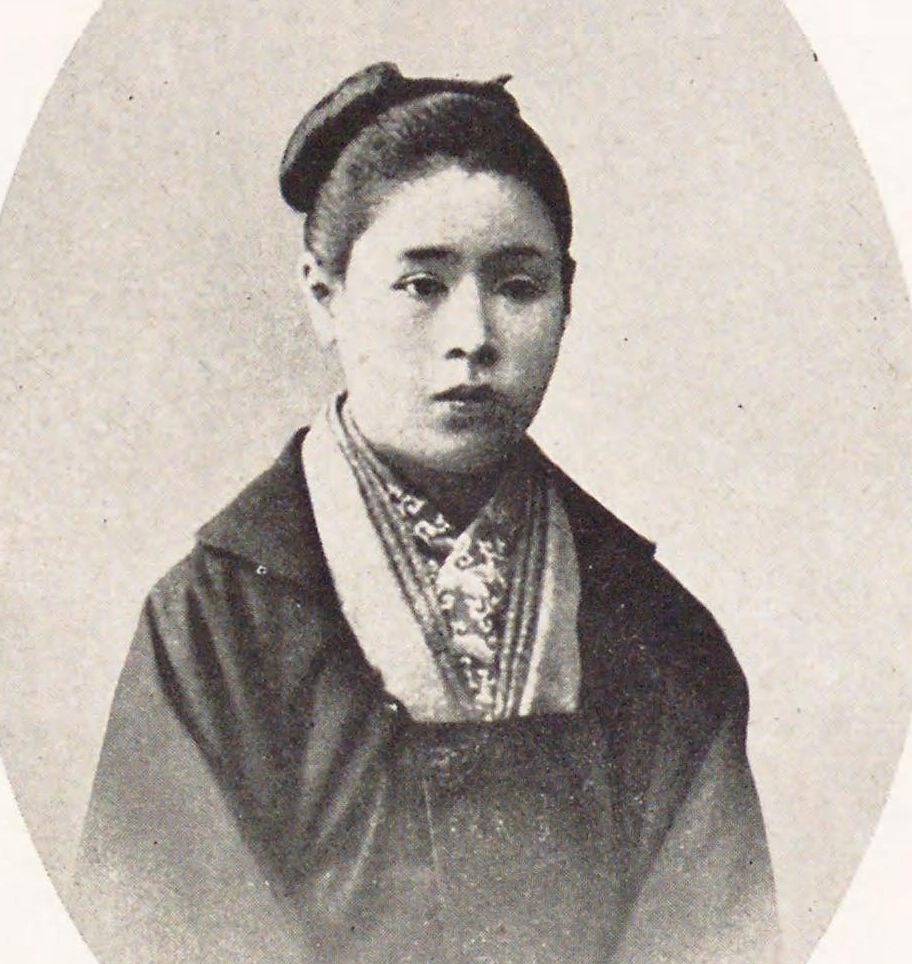
Shimizu Shikin

Shimizu Shikin (japanisch 清水 紫琴, verheiratet Kozai Shikin; geboren Januar 1868 in der Provinz Bizen; gestorben 31. Juli 1933) war eine japanische Schriftstellerin und Essayistin.

## Leben und Wirken
Shimizu Shikin wurde als dritte Tochter von Shimizu Magotarō (清水 孫太郎) geboren. 1881 schloss sie den Grundschullehrerkurs an der Daiichi-Mädchenoberschule der Präfektur Kyōto (京都府立第一高等女学校小学師範諸礼科) ab. 1885 heiratete sie Okazaki Harutada (岡崎 晴正), einen Vertreter (Anwalt) der Bürgerrechtsfamilie. Sie nahm an der Daidō-Solidaritätsbewegung in Nara teil und spielte eine aktive Rolle bei der Förderung der Frauenrechte. 1889 trennte sie sich von Okazaki und zog nach Tokio, wo sie sich dem Verlag „Jogaku Zasshisha“ (女学雑誌社), der von Iwamoto Yoshiharu (1863–1942) geleitet wurde, anschloss und Berichte schrieb. Neben ‚Shimizu Toyoko‘ schrieb sie auch unter Namen wie ‚Ikuno Fumiko‘ (生野 ふみ子) oder ‚Tsuyuko‘ (つゆ子).
Sie verliebte sich in den Politiker Ōi Kentarō und bekam einen Sohn von ihm, aber sie trennten sich. 1891 veröffentlichte sie ihr erstes Werk als Schriftstellerin, „Koware yubiwa“ (こわれ指輪) – „Zerbrochener Fingerring“, in „Jogaku Zasshi“, das gut aufgenommen wurde. 1892 heiratete sie Kozai Yoshinao (1864–1934), der später Präsident der Universität Tokio wurde. Sie hat Romane, Essays und Impressionen für verschiedene Zeitschriften beigesteuert, wobei in vielen ihrer Werke ein starkes Bewusstsein für Menschenrechte zum Ausdruck kommt. Nach der Publikation von „Imin gakuen“ (移民学園) – „Eine Schule für Migranten“ 1899 hörte sie auf zu schreiben.